# 유엔 안전 보장 이사회 대북제재위원회
유엔 안전 보장 이사회 대북제재위원회(UN Security Council Sanctions Committee on North Korea)는 2006년 유엔 안전 보장 이사회 결의 제1718호에 의해 설립되었으며, 2006년 조선민주주의인민공화국의 1차 핵실험 및 기타 핵확산 노력에 대응하여 유엔 안전보장이사회 결의 1718호에 의해 설립된 산하기구이다.

## 역사
결의 1718호는 조선민주주의인민공화국에 일련의 경제 제재를 가했고, 위원회를 설치하여 더 많은 정보를 수집하고, 제재를 구체화하고, 이를 감시하고, 권고안을 발표하였다. 이후의 결의들은 무기 금수, 사치품 금지, 금융 제재, 광산 자원 수출 제한 등의 제재를 확대하고 강화하면서 위원회의 책임 범위가 넓어졌다.
2009년에 설립된 전문가 패널(Panel of Experts, PoE)은 전문가 분석을 통해 위원회의 업무를 지원하며, 특히 미준수 사례를 평가한다. 위원회가 제재를 구체적으로 어떻게 집행할 것인지에 대해 법적 구속력이 있는 결정을 내릴 수 있지만(예를 들어 어떤 주체가 대상이 될 것인지 명명함으로써), PoE는 그러한 결정을 지지하는 정보 제공 및 자문 역할만 가진다.

## 대북제재
대북제재위원회는 조선민주주의인민공화국의 핵실험과 그 출생을 같이한다. 이후 조선민주주의인민공화국이 핵실험을 할때마다 대북제재위원회는 새로운 제재안을 제출하였다. 대북제재위원회는 조선민주주의인민공화국과 교역 금지 이행여부를 점검하고, 대북물자에 있어서 심사도 담당하고 있다.
2006년 10월 9일 1차 조선민주주의인민공화국 핵실험 사건이 발생했다.
2006년 10월 14일, 핵실험 직후 15개국 만장일치로 유엔 안전 보장 이사회 결의 제1718호가 통과되었다. 이 결의에서 "1718 제재위원회" 설립을 결의했다.
2009년 5월 25일, 조선민주주의인민공화국 2차 핵실험 사건이 발생했다.
2009년 6월 12일, 2차 핵실험 직후, 15개국 만장일치로 유엔 안전 보장 이사회 결의 제1874호가 채택되었다. 이 결의에 의해, 대북제재위원회를 보좌하기 위해 전문가 패널이 설치되었다.
2019년 1월, 한국이 지난해 석유제품 약 343톤을 조선민주주의인민공화국에 보내면서 유엔 안보리 대북제재위원회에 통보하지 않았다고 로이터 통신이 2018년 12월 23일 조선민주주의인민공화국 전문 매체 NK뉴스를 인용해 보도하면서 조선민주주의인민공화국산 석탄 대한민국 반입 사건 논란이 재점화되었다. 2017년에 채택된 유엔 안전 보장 이사회 결의 제2397호에 따라, 회원국들은 매 30일마다 조선민주주의인민공화국으로 보내졌거나 조선민주주의인민공화국에 판매된 정제된 석유제품 규모를 제재위에 보고해야 한다.회원국들은 실제로 대북제재 이행여부를 제출하고 있다.
2019년 3월 12일, 유엔 안보리 대북제재위원회는 연례보고서에서, 한 회원국은 2018년 11월 "조선민주주의인민공화국이 북쪽 국경지대 근처에 ICBM 기지를 건설하고 있다"고 통보했다. 보고서는 CNN이 ICBM 기지로 지목한 양강도 회정리 미사일 기지 위성사진을 공개했다. 유엔안보리 결의안 제2397호 이후 미국을 위시로 한 서방 진영은 새로운 대북제재 결의안을 채택하려고 노력하였으나 중국과 러시아의 반대로 결의안을 통과시키지 못하고 있다. 이에 한국과 미국은 독자제재를 통해서 조선민주주의인민공화국의 불법 행위에 대한 대응을 하고 있다.
2023년 유엔 대북제재 위원회는 조선민주주의인민공화국이 가상화폐를 대략 2조 이상의 금융자산을 탈취했다고 발표하였다.

### 대북 해상제재

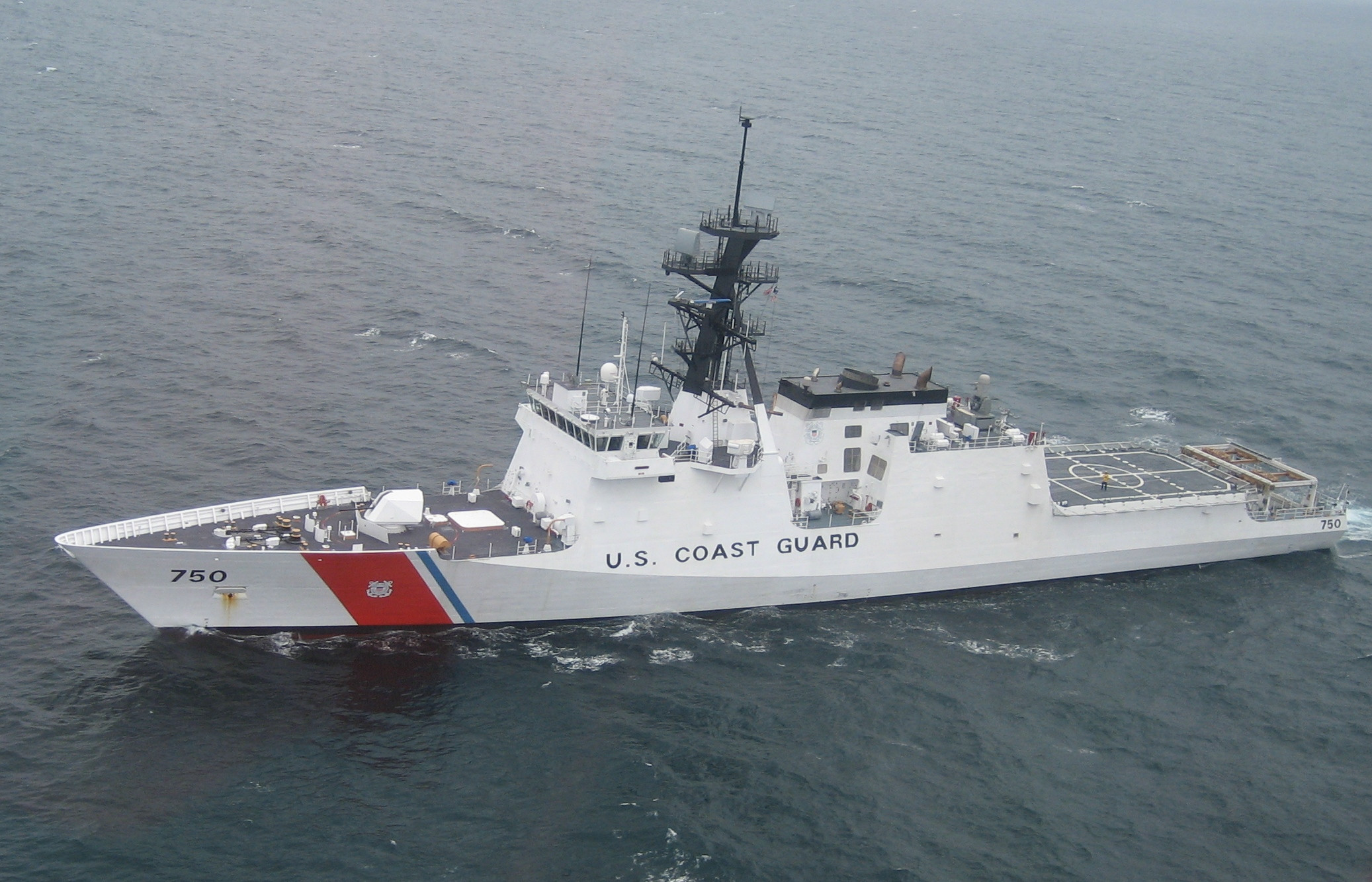
4500톤급 USCGC 버솔프 경비함

유엔 대북제재 위원회는 해상제재를 통해서 유엔 안보리가 금지한 조선민주주의인민공화국과의 해상교역을 감시, 적발, 처벌하기 위해 유엔 회원국 해군이 조선민주주의인민공화국 주변 공해를 감시한다. 2019년 3월 3일, 미국 해안경비대의 USCGC 버솔프 경비함이 일본 사세보에 도착했다. 해양법 전문가인 인하대학교 법학전문대학원 김현수 교수는 "미 해안경비대의 경비함이 대북제재를 위반하는 것으로 의심하는 선박을 공해 상에서 검색할 수 있다"며 "검색한 결과 불법 환적이 드러나면 가까운 항구로 끌고 갈 수도 있다"고 말했다.

### 대북제재 전문가 패널
2006년에 설치되어 17년간 활동하였으나, 2024년 러시아가 패널 연장에 찬성하지 않음으로서 폐지되었다.

## 전문가 패널
대북제재 위원회는 2006년에 유엔 안전보장이사회 결의 1718호에 의해 설립된 전문가 패널(PoE)의 지원을 받아 위원회의 권한 수행을 지원하고, 조치(준법 위반 사건 포함)의 이행에 관한 국가의 정보를 수집, 검토, 분석하고, 부과된 조치의 이행을 개선하기 위한 권고를 하고, 보고서를 발행한다.
8명의 전문가로 구성되어 있으며, 뉴욕시에 본부를 두고 있다. 1928년(2010), 1985년(2011), 2050년(2012), 2094년(2013), 2141년(2014), 2207년(2015), 2276년(2016), 2345년(2017), 2407년(2018), 2464년(2019), 2515년(2020), 2569년(2021), 2627년(2022) 결의를 통해 매년 그 권한을 연장하고 있다.
위원회는 위원회의 지시에 따라 활동하며 위원들은 유엔 사무총장이 위원회와 협의하여 임명한다. 위원들은 핵 문제, 기타 대량살상무기 및 재래식 무기, 세관 및 수출 통제, 대량살상무기 및 비확산 정책, 금융, 해상 운송 및 미사일 기술 등의 분야에서 전문적인 배경을 가지고 있다.

## 같이 보기
- 조선민주주의인민공화국산 석탄 대한민국 반입 사건
- 유엔 대북 해상제재
- 유엔 안전 보장 이사회의 조선민주주의인민공화국 관련 결의안 목록
- 와이즈 어니스트 압류 사건